# Kingerby
Kingerby – wieś w Anglii, w Lincolnshire, w dystrykcie West Lindsey, w civil parish Osgodby. W 1931 roku wieś liczyła 75 mieszkańców. Kingerby jest wspomniana w Domesday Book (1086) jako Chenebi.